# 德川家宣
德川家宣（日语：〔〕／ Tokugawa Ienobu，1662年6月11日—1712年11月12日），是日本江戶幕府第六代將軍，1709年至1712年在職。他是甲府藩藩主德川綱重的長子，母親是側室於保良（長昌院），正室是近衛基熙的女兒熙子。乳名虎松，元服後的初名綱豐。

## 生涯

### 綱豐時代
家宣是父親綱重十九歲尚未娶正室之前，與身分低下的二十六歲侍女所生的長子。乳名為虎松丸。由於綱重有些忌憚，因此把剛出生的虎松託付給家臣新見正信，所以也曾名為新見左近。九歲的時候，由於父親綱重沒有其他兒子（排除與虎松同母的熊之助，也就是松平清武），虎松以綱重的嗣子名義回到甲府城裡。不久之後虎松元服，四代將軍德川家綱授與他「綱」一字，並改名為綱豐。延寶6年（1678年）父親綱重去世，十六歲的綱豐繼任藩主。而就在那時，將軍家綱一直沒有子嗣，也因此綱豐的祖母順性院（祖父家光的側室，父親綱重的生母）一直把綱豐培育成足以繼任第五代將軍的人。
延寶8年（1680年）家綱在沒有任何男嗣的情況下去世，享年四十歲。而繼承第五代將軍就有了兩個人選，即是綱重的弟弟，館林藩藩主德川綱吉和綱豐。不過因為堀田正俊提出說與家光血緣近的綱吉比較適合，也因此綱豐並沒有成為第五代將軍。
但是五代將軍綱吉在長子德松夭折之後，也不再有子嗣，因此綱吉的女婿德川綱教（綱吉長女鶴姬的丈夫）和綱豐自然被當作是第六代將軍的候選人，不過在鶴姬死後一年的寶永2年（1705年），綱教也離開了人世。既然只剩下一個候選人，綱豐就以將軍養嗣子的身分接入江戶城的西之丸，並且領德川將軍家世代相傳的「家」字，改名為家宣，此時的家宣已經四十三歲了。另外，由於家宣繼承德川將軍家，他所領的甲府德川家宣告斷絕。

### 三年將軍
寶永6年（1709年）綱吉去世，享年六十三歲。而家宣便以四十八歲的年紀就任第六代將軍。在家宣剛成為將軍時，就廢止綱吉推崇但民間惡評多的生類憐憫令和酒稅，因此受到平民讚賞，人民也很期待家宣會有一番作為。
家宣將綱吉時期的奸臣柳澤吉保免職後，起用甲府時代的家臣間部詮房和新井白石，且推行文治政治。
1711年，罷免推行貨幣改鑄政策失敗的戡定奉行荻原重秀。
家宣僅僅在任三年，在正德二年十月十四日（1712年11月12日）病逝於江戶根津邸內，享年五十歲，安葬於東京增上寺，法號“文照院”，追贈正一位太政大臣。繼承他的四子家繼只是個四歲的孩子，而家宣和家繼的治世被稱為正德之治。
法名:文照院殿順蓮社清譽廓然大居士   墓地:東京都港區的三緣山廣度院增上寺。

## 官職位階履歷
- 寬文10年（1670年）名為松平虎松。
- 延寶4年（1676年）任從三位左近衛權中將兼右近為將堅。元服，改名德川綱豐
- 延寶6年（1678年）繼任為甲斐國府中藩藩主
- 延寶8年（1680年）任正三位參議。
- 元祿3年（1690年）任權中納言。
- 寶永元年（1704年）成為第六代將軍候選人。
- 寶永2年（1705年）任從二位權大納言。改名為家宣。
- 寶永6年（1709年）任正二位内大臣兼右近衛大將。征夷大將軍・源氏長者宣下。
- 正德2年（1712年）去世。贈正一位太政大臣。

## 家族
- 父親：德川綱重
- 母親：於保良之方（長昌院）
- 弟：松平清武

### 妻妾
- 御台所：天英院 近衛熙子
- 側室：法心院 （1682年-1766年）於古牟之方
- 側室：月光院（1685年-1752年） 於喜世之方
- 側室：蓮淨院 （1696-1772年）於須免之方
- 側室：本光院（?-1710年）

### 子女
- 長女：豐姫（早夭，母近衛熙子）
- 長子：夢月院（出生即夭折，母近衛熙子）
- 次子：德川家千代（早夭，母於古牟之方）
- 三子：德川大五郎（早夭，於須免之方）
- 四子：德川家繼（七代將軍，母於喜世之方）
- 五子：德川虎吉（早夭，母於須免之方）

### 養女
- 養女：政姬（近衛家熙女）

| 德川家宣 德川將軍家出生于：1662年6月11日逝世於：1712年11月12日 | 德川家宣 德川將軍家出生于：1662年6月11日逝世於：1712年11月12日 | 德川家宣 德川將軍家出生于：1662年6月11日逝世於：1712年11月12日 |
| 官衔                                                           | 官衔                                                           | 官衔                                                           |
| -------------------------------------------------------------- | -------------------------------------------------------------- | -------------------------------------------------------------- |
| 前任： 德川綱重                                                | 甲府藩藩主 1678年－1704年                                      | 繼任： 柳澤吉保                                                |
| 空缺上一位持有相同頭銜者：德川綱吉                             | 內大臣 （武家官位） 1709年5月11日－1712年11月12日              | 空缺下一位持有相同頭銜者：德川家繼                             |
| 军职                                                           |                                                                |                                                                |
| 前任： 德川綱吉                                                | 右近衛大將 （武家官位） 1709年5月11日－1712年11月12日          | 繼任： 德川家繼                                                |
| 前任： 德川綱吉                                                | 征夷大將軍 1709年5月11日－1712年11月12日                       | 繼任： 德川家繼                                                |
| 貴族爵位和頭銜                                                 |                                                                |                                                                |
| 前任： 德川綱重                                                | 甲府德川家第2代當主 1678年－1704年                             | 無 原因：入繼德川將軍家                                        |
| 前任： 德川綱吉                                                | 德川將軍家第6代當主 1709年－1712年                             | 繼任： 德川家繼                                                |
| 前任： 德川綱吉                                                | 源氏長者 1709年－1712年                                        | 繼任： 德川家繼                                                |

1. ↑  清水昇、川口素生 <德川一族> P135